# Brassavola nodosa
Brassavola nodosa, conocida como dama de noche, es una orquídea epifita. Se encuentra desde México, Centroamérica, Colombia hasta Venezuela. Su nombre hace referencia al hecho de que por las noches expide una fragancia cítrica muy fuerte.

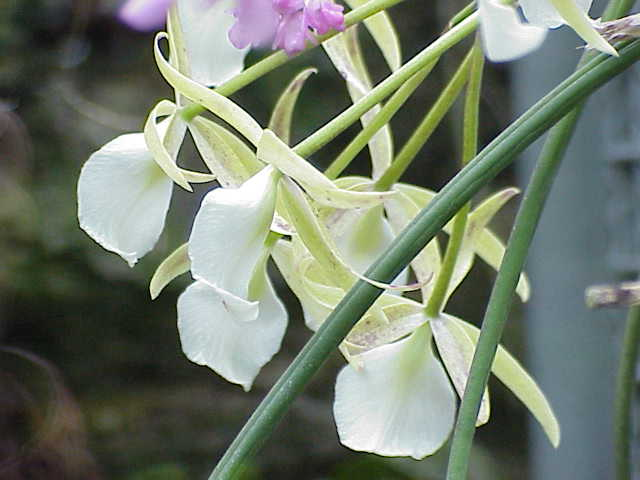
Brassavola nodosa.

## Descripción
Esta especie tiene flores de color blanco que surgen en racimos erectos o péndulos.
Los pseudobulbos de unos 6 a 30 cm de longitud, son estrechos con forma de lapiceros, y están claramente separados. Tiene numerosos tallos secundarios teretes (redondos). Se produce una sola hoja en cada periodo de desarrollo. Las hojas son de color gris-verdoso, carnosas, con un surco en su parte superior. Sus hojas están bien adaptadas para vivir en ambientes variables de húmedos a secos.
Presenta un tallo robusto, alargado, con 4 o 5 nódulos  que lleva una sola hoja alargada surcada de nerviaciones y terminada en pico. La inflorescencia es una sola por desarrollo, de 1 a 6 flores grandes de unos 9 cm (algunos ejemplares hasta 15 cm), con unos sépalos y pétalos largos y estrechos (filiformes), de color variable de verde pálido, a verde amarillento, o blanco. El enorme labelo es tubular en la base, que abraza una parte de la columna, luego se abre ampliamente produciendo una terminal con forma de cabeza que puede ser de unos 5 cm de anchura. Labelo de color blanco y generalmente con marcas de color púrpura o rojo oscuro en el interior del tubo.

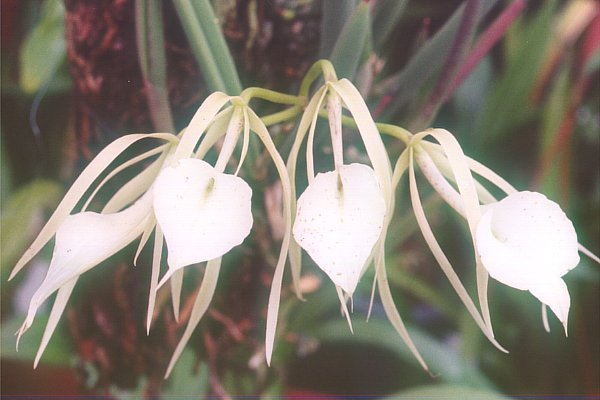
Brassavola nodosa, planta.

Tiene nectarios adheridos a los ovarios con lo cual las flores despiden un aroma muy fragante generalmente de noche. Este es un mecanismo típico de plantas polinizadas por mariposas nocturnas, pero también son visitadas durante día por colibríes.
Florece en invierno-primavera.
Los miembros de esta especie se crían fácilmente en cultivo y son resistentes a las sequías. Se pueden situar en placas, por lo que sus raíces pueden recibir corrientes de aire y aguantar ciclos de humedad o sequía. 

## Distribución y hábitat
Esta especie es epifita y se encuentra en las tierras de México, Centroamérica, Colombia, y Venezuela. Necesita una humedad del 80% a lo largo de todo el año.

## Taxonomía
Brassavola nodosa fue descrita por (Linneo) Lindl. y publicado en The Genera and Species of Orchidaceous Plants 114–115. 1831.
Etimología
Ver: Brassavola
nodosa: epíteto latino que significa "con nodos".
Nombres comunes
Se la denomina "Dama de noche" por su perfume nocturno.

En Nicaragua de nombre común : "huelenoche" =  por la fragancia de su perfume durante la noche.